# Андріївське (заповідне урочище)
Андрі́ївське — заповідне урочище місцевого значення в Україні. Розташоване в межах Миколаївського району Миколаївської області, біля села Андріївка. 
Площа 1294 га. Статус присвоєно згідно з рішенням № 448 від 23.10.1984 року. Перебуває у віданні ДП «Миколаївське лісове господарство» (Андріївське лісництво, діл. 1-23). 
Статус присвоєно для збереження штучно створеного лісового масиву на правобережній терасі Південного Бугу. У деревостані переважає сосна. 